# Tasmanoplectron isolatum
Tasmanoplectron isolatum is een rechtvleugelig insect uit de familie grottensprinkhanen (Rhaphidophoridae). De wetenschappelijke naam van deze soort is voor het eerst geldig gepubliceerd in 1971 door Richards.
De soort is endemisch op het Australische Tasmaneiland.